# Martin Kruskal
Martin David Kruskal (Nova Iorque, 28 de setembro de 1925 — 26 de dezembro de 2006) foi um físico matemático estadunidense.